# 1140 Крим
1140 Крим (енгл. 1140 Crimea) је астероид главног астероидног појаса са пречником од приближно 27,75 .
Афел астероида је на удаљености од 3,082 астрономских јединица (АЈ) од Сунца, а перихел на 2,462 АЈ.
Ексцентрицитет орбите износи 0,111, инклинација (нагиб) орбите у односу на раван еклиптике 14,132 степени, а орбитални период износи 1685,857 дана (4,615 године).
Апсолутна магнитуда астероида је 10,28 а геометријски албедо 0,177.
Астероид је откривен 30. децембра 1929. године.